# 기국서
기국서(奇國舒, 1952년 9월 4일 ~ )는 대한민국의 배우이자 연출가이다.

## 생애
1975년 연극배우 첫 데뷔하였다.

## 학력
- 중앙대학교 국어국문학과

## 출연작

### 영화
- 《메이드 인 차이나》 (2015년) - 회장 역
- 《차이나타운》 (2015년) - 제복 남 역
- 《레드 블라인드》 (2014년) - 백 전무 역
- 《좋은 친구들》 (2014년) - 현태 부 역
- 《도둑들》 (2012년) - 웨이 홍 역
- 《아부의 왕》 (2012년) - 아버지 역
- 《거울 속으로》 (2003년) - 경비원 김씨 역
- 《굳세어라 금순아》 (2002년) - 크라운파 보스 역

### 라디오 프로그램
- 2015년 EBS FM 《EBS 책 읽는 라디오 낭독 시리즈》

### TV프로그램
- 2018년 KBS1 《2018 TV는 사랑을 싣고》- 배우 김병옥의 은인

## 수상
- 한국예술가협회 오늘의 예술가상
- 서울평론가그룹 특별상
- 서울평론가그룹 연출상